# Rover 8 HP
Rover 8 HP – wyścigowy samochód osobowy produkowany przez brytyjskie przedsiębiorstwo motoryzacyjne Rover w roku 1904.
Konstrukcję prototypowego modelu tego pojazdu ukończono 1 lipca 1904 roku. W sprzedaży, która ruszyła 1 grudnia 1904 roku znalazła się wersja dwu- i trzymiejscowa, wycenione odpowiednio na 200 funtów i 220 funtów. Jak na ówczesne czasy ceny te nie były wygórowane, toteż samochód szybko zdobył szerokie grono zwolenników.
Pozbawiony atrakcyjnych, ale i kosztownych dodatków Rover 8 HP nie mógł się równać z eleganckim Mercedesem Simplex. Bardzo szybko jednak stał się najlepiej sprzedawanym samochodem w całej Wielkiej Brytanii.

## Dane techniczne Rover 8HP

### Silnik
- jednocylindrowy 1327 cm³[1]
- Układ zasilania: b.d.
- Średnica cylindra × skok tłoka: b.d.
- Stopień sprężania: b.d.
- Moc maksymalna: 8 KM (5,9 kW)[1]
- Maksymalny moment obrotowy: b.d.

### Osiągi
- Przyspieszenie 0–80 km/h: b.d.
- Przyspieszenie 0–100 km/h: b.d.
- Prędkość maksymalna: 38,6 km/h[1]